# Birthe Nyman
Birthe Nyman, född 19 mars 1930 i Odense, Danmark, är en dansk-svensk målare.
Hon är dotter till ingenjören Mogens Schach Møller och Nelly Johanne Sørensen och från 1949 gift med Carl-Eric Nyman. Hon studerade konst i Danmark och under ett flertal studieresor till Frankrike och Spanien. Hon medverkade i HSB:s utställning God konst i alla hem och i samlingsutställningar på Liljevalchs konsthall. Hennes konst består av landskapsmålningar utförda i olja eller färgkrita.  